# Orchestre symphonique de Bilkent
L'Orchestre symphonique de Bilkent (en turc : Bilkent Senfoni Orkestrası, souvent abrégé en BSO), aussi connu internationalement sous le nom de Bilkent Symphony Orchestra, est l'un des principaux orchestres symphoniques turcs.

## Historique
Fondé en 1993, dans le cadre du projet artistique de l’Université Bilkent, l’Orchestre symphonique de Bilkent est le premier ensemble académique privé et international composé de 120 musiciens turcs et étrangers. Autour d'un noyau de musiciens turcs de haut-niveau, il réunit des instrumentistes en provenance de pays de l'ex-URSS et d'Europe centrale qui sont aussi professeurs à la faculté de musique.
Composé à l'origine d'une quarantaine de musiciens, l'orchestre prend rapidement la forme d'un orchestre symphonique, l'effectif étant de 120 instrumentistes aujourd'hui.
Depuis 1994, il est basé au Bilkent, à Ankara.
La saison musicale se déroule dans la capitale turque, à l'auditorium de l'Université Bilkent et dans un amphithéâtre de plein air d'une capacité de 6 000 personnes, inauguré en 1999. L'orchestre se déplace également dans toute la Turquie.

## Directeurs musicaux et chefs permanents
Comme directeurs musicaux, se sont succédé à la tête de l'orchestre Ersin Onay (1993-2000), Erol Erdine (2000-2001), Isin Metin (2002-2014).
Ont été chefs permanents de la formation : Gürer Aykal, Karl Anton Rickenbauer, Vitali Kataiev, Emil Tabakov (2002-2008) et Klaus Weise (2008-2011).

## Créations
Parmi les créations notables de l'orchestre figurent des œuvres de Ali Cemal Darmar (Concerto pour piano, 2014) et Kamran Ince (Symphonie no 5, 2005).